# Dama Grisa

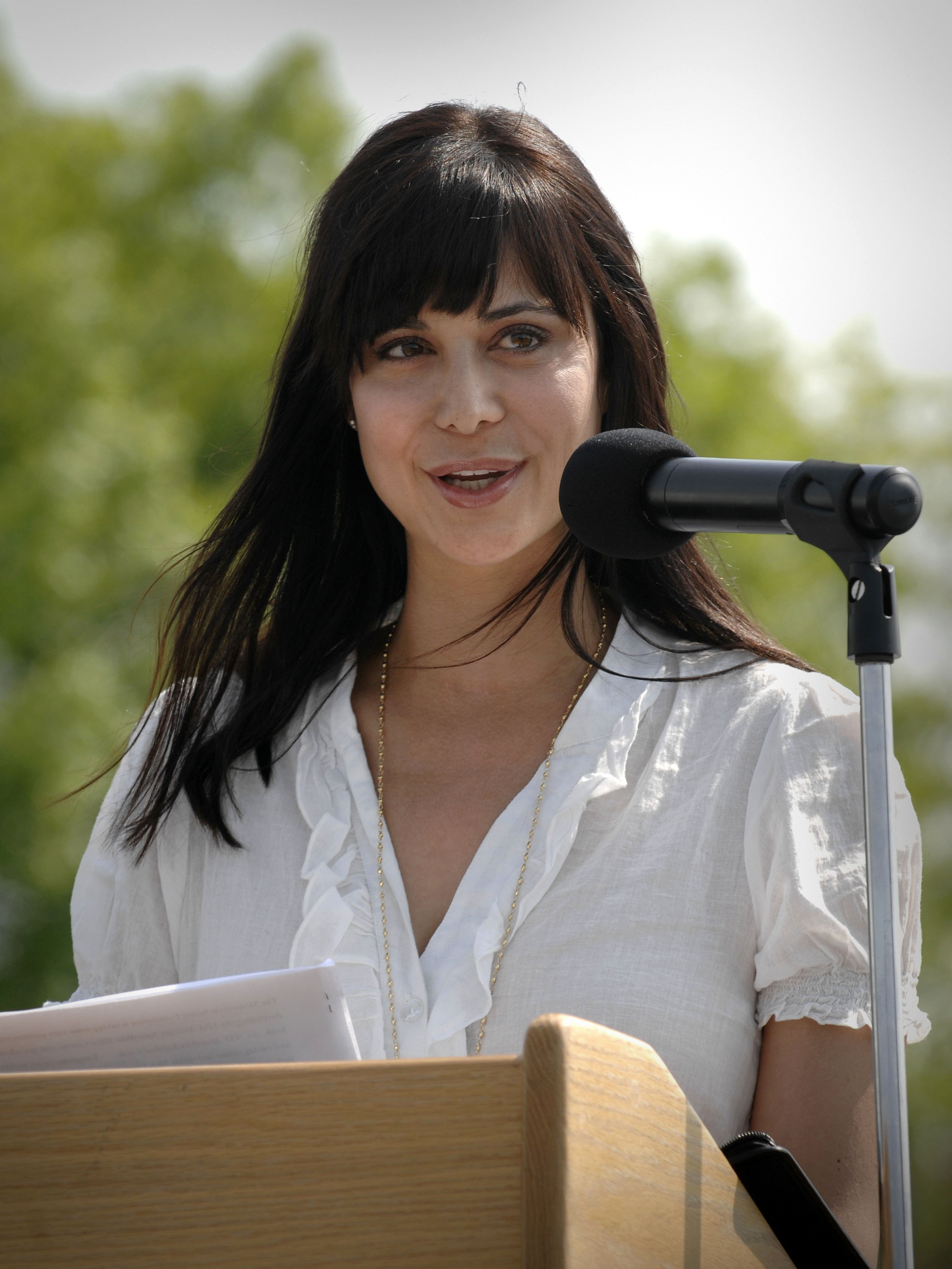
Catherine Bell, protagonista de la franquícia.

Dama Grisa en català central o Bruixa bona en valencià (títol original en anglès, Good Witch) és una franquícia de televisió canadenco-estatunidenca protagonitzada per Catherine Bell com a Cassie Nightingale, una "bona" bruixa.
Produït per la productora canadenca Whizbang Films per a la cadena de cable estatunidenca Hallmark Channel, consta d'una sèrie de telefilms estrenats entre el 2008 i el 2014, als quals va seguir la sèrie de televisió Good Witch emesa a partir del 2015.

## Pel·lícules
| Núm. | Títol                                                                                        | Data d'estrena als Estats Units |
| ---- | -------------------------------------------------------------------------------------------- | ------------------------------- |
| 1    | The Good Witch                                                                               | 19 de gener de 2008             |
| 2    | The Good Witch's Garden                                                                      | 7 de febrer de 2009             |
| 3    | El casament de la Dama Grisa (en català central)                                             | 13 de novembre de 2010          |
| 4    | La família de la Dama Grisa (en català central)                                              | 29 d'octubre de 2011            |
| 5    | L'encanteri de la bruixa bona (en valencià)                                                  | 27 d'octubre de 2012            |
| 6    | El destí de la dama grisa (en català central) o El destí de la bruixa bona (en valencià)     | 26 d'octubre de 2013            |
| 7    | El miracle de la dama grisa (en català central) o El miracle de la bruixa bona (en valencià) | 25 d'octubre de 2014            |